# Mahnečica
Mahnečica je levi pritok potoka Cerkniščica, ki se izliva v Cerkniško jezero.